# Colletes pseudojejunus
Colletes pseudojejunus är en biart som beskrevs av Noskiewicz 1959. Colletes pseudojejunus ingår i släktet sidenbin, och familjen korttungebin. Inga underarter finns listade i Catalogue of Life.